# Antonio Bello (Bischof, 1935)

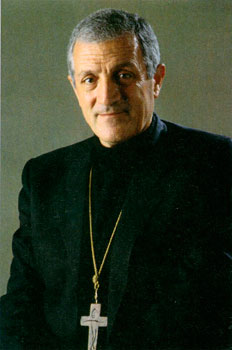
Antonio Bello (1982)

Antonio Bello, genannt Don Tonino, (* 18. März 1935 in Alessano; † 20. April 1993 in Molfetta) war ein italienischer römisch-katholischer Bischof. Die Kongregation für die Selig- und Heiligsprechungsprozesse leitete 2007 den Prozess seiner Seligsprechung ein.

## Leben und Wirken
Antonio Bello erhielt nach seinem Theologiestudium in Bologna am 8. Dezember 1957 die Priesterweihe in der Diözese Ugento-Santa Maria di Leuca. Er gehörte dem Dritten Orden der Franziskaner an. Während des Zweiten Vatikanischen Konzils studierte er an der Lateranuniversität in Rom und erwarb das Lizentiat in Sakramententheologie.
Er war zunächst in der Priesterausbildung tätig und ab 1969 auch Assistent der Katholischen Aktion sowie Bischofsvikar für die Pastoral. 1978 wurde er Administrator der Pfarrei Sacro Cuore in Ugento und im Jahr darauf zum Pfarrer in Tricase ernannt. Hier engagierte er sich besonders für die Bedürftigen.
Am 10. August 1982 wurde er von Papst Johannes Paul II. zum Bischof der Diözese Molfetta, Giovinazzo und Terlizzi ernannt und am 30. September zusätzlich zum letzten Bischof der Diözese Ruvo. Die Bischofsweihe empfing er am 30. Oktober 1982 durch Erzbischof Michele Mincuzzi von Lecce und den Bischöfen Aldo Garzia und Mario Miglietta. Sein bischöflicher Wahlspruch war Audiant et laetentur – „Sie [die Armen] sollen es hören und sich freuen“ (Ps 34,3 ).
Sein bischöfliches Amt war von Anfang an geprägt vom Verzicht auf das, was er als Zeichen der Macht ansah. Er nannte sich ab diesem Zeitpunkt auch nur mehr Don Tonino. Seine Aufmerksamkeit galt vor allem den Armen und Ausgegrenzten. Er förderte die Einrichtung der Pfarrcaritas, gründete eine Gemeinschaft zur Behandlung von Drogenabhängigen, ließ die Büros des Bischofspalastes immer offen für jeden, der mit ihm sprechen wollte, und oft auch für die Bedürftigen, die darum baten, dort zu übernachten.
1985 wurde er von Kardinal Anastasio Ballestrero, dem Präsidenten der italienischen Bischofskonferenz, als Nachfolger von Luigi Bettazzi mit der Leitung von Pax Christi betraut. In dieser Eigenschaft äußerte er sich häufig öffentlich z. B. gegen die Verstärkung des NATO-Stützpunktes von Crotone und Gioia del Colle sowie gegen den Zweiten Golfkrieg, wofür er öffentlich heftig kritisiert wurde.
Schon gezeichnet von seinem Krebsleiden, brach er 1992 zusammen mit etwa fünfhundert Freiwilligen von Ancona aus in Richtung Dalmatien auf, von wo aus er die Gruppe zu Fuß nach Sarajevo führte, das aufgrund des Jugoslawienkrieges damals bereits seit Monaten unter serbischer Belagerung stand. Die Ankunft war zusätzlich zur Gefahr durch den Dauerbeschuss durch schlechtes Wetter und dichten Nebel erschwert. Don Tonino sprach später vom „Nebel der Muttergottes“.
Antonino Bello starb knapp eineinhalb Jahre später am 20. April 1993 in Molfetta. Auf seinem Grabstein steht seinem Wunsch gemäß: „Ama la gente, ama i poveri e Gesù Cristo. Il resto non conta nulla“ („Liebe die Menschen, liebe die Armen, liebe Jesus Christus, alles andere zählt nichts“).

## Ehrungen
Posthum wurde ihm der Nationale Gedenkpreis für Friedenskultur verliehen. Am 27. November 2007 begann die Kongregation für die Heiligsprechungen den Seligsprechungsprozess. Am 30. April 2010 fand die erste öffentliche Sitzung in der Kathedrale von Molfetta in Anwesenheit von religiösen und zivilen Autoritäten statt.
2015 wurde von den Kapuzinern im Konvent von Giovinazzo in der Provinz Bari eine Statue von Bello eingeweiht. An Bellos 25. Todestag im Jahr 2018 besuchte Papst Franziskus sein Grab und feierte anschließend eine Messe in Molfetta. Am 25. November 2021 erkannte ihm Papst Franziskus den heroischen Tugendgrad zu.